# قائمة ولاة وأمراء السند
هذه قائمة بولاة وأمراء ولاية السند.

## الدولة الأموية
| الاسم                         | السنة     | سبب نهاية الولاية | الملاحظات                                                                     |
| ----------------------------- | --------- | ----------------- | ----------------------------------------------------------------------------- |
| محمد بن القاسم الثقفي         | 711–715   | أُعفِيَ من المنصب    | فتح السند، وعينه والي العراق الحجاج بن يوسف الثقفي                            |
| حبيب بن المهلب                | 715–717   | أُعفِيَ من المنصب(?) | عينه إما الخليفة سليمان بن عبد الملك أو صالح بن عبد الرحمن السجستاني          |
| عبد الملك بن مسمعة            | من 717    | أُعفِيَ من المنصب    | لم يذكره اليعقوبي، عينه والي البصرة عدي بن أرطاة الفزاري                      |
| عمرو بن مسلم الباهلي          | حتى 720   | أُطيح به           | لم يذكره اليعقوبي، عينه عدي بن أرطاة الفزاري                                  |
| عبيد الله بن علي السلمي       | من 721    | أُعفِيَ من المنصب    | لم يذكره اليعقوبي، عينه والي العراق عمر بن هبيرة                              |
| جنيد بن عبد الرحمن المري      | حتى 726   | أُعفِيَ من المنصب    | عينه والي العراق عمر بن هبيرة                                                 |
| تميم بن زيد العتبي            | من 726    | مات(?)            | عيَّنه والي العراق خالد بن عبد الله القسري                                      |
| الحكم بن عوانة الكلبي         | إلى 740   | قُتِل               | عيَّنه خالد بن عبد الله القسري                                                  |
| عمرو بن محمد بن القاسم الثقفي | 740–744   | أُعفِيَ من المنصب    | ابن محمد بن القاسم، عينه والي العراق يوسف بن عمر الثقفي.                      |
| يزيد بن عرار الكلبي(?)        | العقد 740 | أُطِيح به           | الاسم وتفاصيل الحاكم مذكورة بشكل مختلف في المصادر. طالع هذه الملاحظة بشكل خاص |

| الاسم                                                          | السنوات | سبب نهاية الولاية | الملاحظات                                                                                  |
| -------------------------------------------------------------- | ------- | ----------------- | ------------------------------------------------------------------------------------------ |
| يزيد بن أبي كبشة                                               | 715     | مات               | لم يرد اسمه في قائمة اليعقوبي، وقد عّيَّنه المدير المالي للعراق. صالح بن عبد الرحمن السجستاني |
| عبيد الله بن أبي كبشة السكسكي                                  | 715(?)  | أُعفِيَ من المنصب    | لم يذكره اليعقوبي، وهو شقيق يزيد بن أبي كبشة الذي خلفه في ولاية الشام.                     |
| عمران بن النعمان الكلائي                                       | 715(?)  | غير محدد          | لم يذكره اليعقوبي، عينه صالح بن عبد الرحمن                                                 |
| وبعد عمران، أُوكلت الشؤون المالية والعسكرية إلى حبيب بن المهلب. |         |                   |                                                                                            |

## الدولة العباسية
| الاسم                        | السنوات                         | سبب نهاية الولاية | ملاحظات                                                                                   |
| ---------------------------- | ------------------------------- | --- | ----------------------------------------------------------------------------------------- |
| منصور بن جمهور               | 747–751                         | تمرد | في البداية تولى السند بصفته متمردًا معارضًا للأمويين، ثم تم تأكيد تعيينه واليًا من العباسيين |
| المغلس العبدي                | 751(?)                          | قُتل | عيَّنه إما الخليفة أبو العباس السفاح أو والي خراسان، أبو مسلم الخراساني                     |
| موسى بن كعب التميمي          | 752–754                         | استقال | عيَّنه إما أبو العباس السفاح أو أبو مسلم الخراساني                                          |
| عُيينة بن موسى التميمي        | 754–760                         | تمرد | ابن موسى بن كعب، الذي عينه                                                                |
| عمر بن حفص المهلبي           | 760–768                         | أُعفِيَ من المنصب | عضو من عائلة المهلبيين. عيَّنه الخليفة أبو جعفر المنصور                                     |
| هشام بن عمر التغلبي          | 768–774                         | أُعفِيَ من المنصب | عيَّنه المنصور                                                                              |
| بسطام بن عمرو التغلبي        | 774(?)                          | أُعفِيَ من المنصب | غير مدرج في قائمة اليعقوبي. أخ هشام بن عمرو، الذي عينه                                    |
| معبد بن الخليل التميمي       | 774-775/6                       | توفي | اسم بديل قدمه ابن خيّات. عيَّنه المنصور                                                      |
| محمد بن معبد التميمي         | 775(?)                          | أُعفِيَ من المنصب | غير مدرج في قائمة اليعقوبي. ابن معبد بن الخليل، الذي خلفه في الحكم                        |
| روح بن حاتم المهلبي          | 776–778                         | أُعفِيَ من المنصب | عضو من عائلة المهلبيين. عيَّنه الخليفة أبو عبد الله المهدي                                  |
| نصر بن محمد الخزاعي          | 778–781                         | توفي | عيَّنه الخليفة المهدي                                                                       |
| الزبير بن العباس             | 781(?)                          | أُعفِيَ من المنصب | غير مدرج في قائمة ابن خيّات. لم يصل إلى السند مطلقًا. عيَّنه الخليفة المهدي                   |
| صوفية بن عمرو التغلبي (?)    | 781–782                         | أُعفِيَ من المنصب | اسم مذكور بطرق مختلفة في المصادر. أخ هشام بن عمرو. عيَّنه الخليفة المهدي                    |
| ليث بن طريف                  | 782–785                         | أُعفِيَ من المنصب | عيَّنه الخليفة المهدي                                                                       |
| محمد بن ليث                  | 785–786                         | أُعفِيَ من المنصب | غير مدرج في قائمة اليعقوبي. ابن ليث بن طريف. عيَّنه الخليفة موسى الهادي                     |
| ليث بن طريف                  | من 786                          | أُعفِيَ من المنصب | غير مدرج في قائمة اليعقوبي. أعيد تعيينه، هذه المرة من الخليفة هارون الرشيد                |
| سالم اليونسي                 | العقد 780                       | توفي | يُذكر نسب سليم بطرق مختلفة في المصادر. عيَّنه الخليفة هارون الرشيد                           |
| إبراهيم بن سالم اليونسي      | العقد 780                       | أُعفِيَ من المنصب | غير مدرج في قائمة اليعقوبي. ابن سليم، الذي خلفه في الحكم                                  |
| إسحاق بن سليمان العباسي      | من 790                          | أُعفِيَ من المنصب | ابن عم بعيد لهارون الرشيد الذي عينه                                                       |
| محمد بن طيفور الحميري (?)    | العقد 790                       | أُعفِيَ من المنصب | اسم مذكور بطرق مختلفة في المصادر. عيَّنه الخليفة هارون الرشيد                               |
| كثير بن سالم الباهلي         | العقد 790                       | أُعفِيَ من المنصب | حفيد قتيبة بن مسلم الباهلي. نائب الحاكم لأخيه سعيد بن سالم الباهلي                        |
| محمد بن عدي التغلبي          | العقد 790                       | استقال | ابن أخ هشام بن عمرو. عيَّنه والي البصرة، عيسى بن جعفر الهاشمي                               |
| عبد الرحمن بن سليمان         | العقد 790                       | استقال | عيَّنه إما هارون الرشيد أو محمد بن عدي                                                      |
| عبد الله بن العلاء الضبي     | العقد 790                       | غير محدد | غير مدرج في قائمة اليعقوبي. عيَّنه عبد الرحمن بن سليمان                                     |
| أيوب بن جعفر الهاشمي         | حتى 800                         | توفي | ابن عم بعيد لهارون الرشيد الذي عينه                                                       |
| داود بن يزيد بن حاتم المهلبي | 800–820                         | توفي | آخر والي مدرج في قائمة ابن خيّات. عضو من عائلة المهلبيين. عيَّنه الخليفة هارون الرشيد        |
| بشر بن داود المهلبي          | 820–826                         | تمرد | ابن داود بن يزيد، الذي خلفه في الحكم. أكَّد تعيينه الخليفة عبد الله المأمون                 |
| حاجب بن صالح                 | 826                             | طُرد | عيَّنه الخليفة عبد الله المأمون                                                             |
| غسان بن عباد                 | 828–831                         | استقال | عيَّنه الخليفة عبد الله المأمون                                                             |
| موسى البرمكي                 | 831–836                         | توفي | عضو من عائلة البرامكة. عيَّنه غسان بن عباد                                                  |
| عمران بن موسى البرمكي        | من 836                          | قُتل | ابن موسى بن يحيى، الذي خلفه في الحكم                                                      |
| عنبسة بن إسحاق               | 840s                            | أُعفِيَ من المنصب | نائب الحاكم لـإيتاخ الخزري                                                                |
| هارون بن أبي خالد الماروذي   | حتى 854                         | قُتل | عيَّنه الخليفة جعفر المتوكل على الله                                                        |
| عمر بن عبد العزيز الحباري    | 854–861 (ثم حاكم مستقل 861–884) | أصبح مستقلًّا خلال فوضى سامراء وأسس الإمارة الهبارية بعد اغتيال الخليفة جعفر المتوكل على الله في 861. توفي الوالي في 884 | عيَّنه الخليفة جعفر المتوكل على الله                                                        |